# Antonio de Luna y Vivero
Antonio de Luna y Vivero ( ¿? –1627), fue un noble y militar castellano, titulado II Señor de Carrascal y Castrojimeno.

## Orígenes familiares
Antonio de Luna y Vivero, caballero de la Orden de Santiago, fue hijo de Pedro de Luna y Rojas, I Señor de Carrascal y Castrojimeno, y de María de Vivero, hija del Conde de Fuensaldaña.

## Biografía
En 1602, Antonio de Luna y Vivero sucedió a su padre, Pedro de Luna y Rojas como Señor de Carrascal y Castrojimeno. La cercanía de su Señorío a Fuentidueña le permitió administrarlo desde su residencia en la citada localidad.
En 1627, el fallecimiento sin hijos de Antonio de Luna y Vivero unido al fallecimiento previo de todos los hermanos de su padre también sin herederos, convirtieron en heredera universal de todos sus bienes a Ana de Luna y Mendoza, II condesa de Fuentidueña.

## Matrimonio e hijos
Antonio de Luna y Vivero contrajo matrimonio con Ana de Pacheco y Rojas, con la que no tuvo hijos.
| Predecesor: Pedro de Luna y Rojas | Señor de Carrascal y Castrojimeno 1602 - 1627 | Sucesor: Ana de Luna y Mendoza |